# Marnefia mirifica
Marnefia mirifica là một loài ruồi trong họ Tachinidae.